# 光岡三ツ子
光岡 三ツ子（みつおか みつこ）は、日本のアメコミライター、翻訳家。

## 共著
- 『アメコミ映画40年戦記 : いかにしてアメリカのヒーローは日本を制覇したか』（小野耕世, 池田敏, 石川裕人, 堺三保, てらさわホーク, 光岡三ツ子 著、洋泉社、映画秘宝セレクション） 2017
- 『スタン・リーとの仕事』（長濵博史他著、洋泉社、映画秘宝セレクション） 2017

## 翻訳
- 『シン・シティ：ハード・グッドバイ』（フランク・ミラー作、石川裕人共訳、ジャイブ、Jive American comicsシリーズ） 2005
- 『X-MEN ウルヴァリン:オリジン』（ポール・ジェンキンス作、アンディ・キューバート画、リチャード・アイザノフ彩色、石川裕人監修、小学館集英社プロダクション） 2009
- 『IRON MAN : I AM IRON MAN!』（ピーター・デヴィッド, シーン・チェン, クリストス・N・ゲイジ, ヒューゴ・ペトラス, デニー・オニール, マーク・ブライト、石川裕人共訳、小学館集英社プロダクション、ShoPro books） 2010
- 『マーベル・キャラクター大事典 : マーベル70周年記念愛蔵版』（トム・デファルコ, ピーター・サンダーソン, トム・ブレブールト, マイケル・タイテルバウム, ダニエル・ウォレス, アンドリュー・ダーリング, マット・フォーベック、柳亨英, 沢田京子共訳、小学館集英社プロダクション、ShoPro books） 2010
- 『KICK-ASS』（マーク・ミラー, ジョン・ロミータ・Jr、小学館集英社プロダクション、ShoPro books） 2010
- 『アベンジャーズ：プレリュードフューリーズ・ビッグウィーク』（クリストファー・ヨースト, エリック・ピアソン作、ルーク・ロス, ダニエル・HDR, アガスティン・パディラ, ウェリントン・アルブス画、小学館集英社プロダクション、ShoPro Books） 2012
- 『スパイダーマン大全』（マシュー・K・マニング, トム・デファルコ、小学館集英社プロダクション、ShoPro Books） 2012
- 『アルティメッツ』（マーク・ミラー作、ブライアン・ヒッチ画、小学館集英社プロダクション、ShoPro Books） 2012
- 『アイアンマン3：プレリュード』（クリストス・ゲージ, ウィル・コロナ・ピルグリム, ウォーレン・エリス作、スティーブ・クルス, ラモン・ロザナス, アディ・グラノフ画、小学館集英社プロダクション、ShoPro Books） 2013
- 『スパイダーマン：ニューウェイズ・トゥ・ダイ』（ダン・スロット, マーク・ウェイド作、ジョン・ロミータ Jr., アディ・グラノフ画、小学館集英社プロダクション、ShoPro Books） 2013
- 『スパイダーマン：エレクション・デイ』（マーク・グッゲンハイム他作、ジョン・ロミータ Jr.他画、小学館集英社プロダクション、ShoPro Books） 2013
- 『スパイダーマン：アメリカン・サン』（ジョー・ケリー作、フィル・ヒメネス他画、小学館集英社プロダクション、ShoPro Books） 2013
- 『アルティメッツ 2』（マーク・ミラー作、ブライアン・ヒッチ画、小学館集英社プロダクション、ShoPro Books） 2014
- 『ヒット・ガール : KICK-ASS 2 PRELUDE』（マーク・ミラー作、ジョン・ロミータ Jr.画、小学館集英社プロダクション、ShoPro Books） 2014
- 『キック・アス 2』（マーク・ミラー作、ジョン・ロミータ Jr.画、小学館集英社プロダクション、ShoPro Books） 2014
- 『X-MEN / スパイダーマン』（クリストス・ゲージ他作、マリオ・アルベルティ他画、小学館集英社プロダクション、ShoPro Books） 2014
- 『ガーディアンズ・オブ・ギャラクシー：プレリュード』（ダン・アブネット他作、ウェリントン・アウベス他画、小学館集英社プロダクション、ShoPro Books） 2014
- 『アベンジャーズ：シーズンワン』（ピーター・デイビッド作、アンドレア・ディ・ヴィト他画、小学館集英社プロダクション、ShoPro Books） 2014
- 『スパイダーマン：ワン・モーメント・イン・タイム』（ジョー・カザーダ作、パオロ・リベラ画、小学館集英社プロダクション、ShoPro Books） 2014
- 『アントマン：シーズンワン』（トム・デファルコ作、オラシオ・ドミンゲス画、小学館集英社プロダクション、ShoPro Books） 2015
- 『クァンタム&ウッディ : 世界最悪のスーパーヒーロー』（ジェームズ・アスムス作、トム・ファウラー画、ジョーディ・ベレア彩色、小学館集英社プロダクション、ShoPro Books） 2015
- 『キック・アス 3』（マーク・ミラー作、ジョン・ロミータ Jr.画、小学館集英社プロダクション、ShoPro Books） 2015
- 『アベンジャーズ/エイジ・オブ・ウルトロン：プレリュード』（ウィル・コロナ・ピルグリム他作、ジョー・ベネット他画、小学館集英社プロダクション、ShoPro Books） 2015
- 『アントマン：プレリュード』（ウィル・コロナ・ピルグリム他作,ミゲル・セプルベダ他画、小学館集英社プロダクション、ShoPro Books）  2015
- 『アート・オブ・マーベル・シネマティック・ユニバース』（ジェス・ハロルド, ジェイコブ・ジョンストン、小学館集英社プロダクション、ShoPro Books） 2015
- 『アート・オブ・アントマン』（ジェイコブ・ジョンストン、小学館集英社プロダクション、ShoPro Books）  2015
- 『クァンタム&ウッディ：あぶないヒーロー、荒野に散る!?』（ジェームズ・アスムス作、ミン・ドイル画、ジョーディ・ベレア 彩色、小学館集英社プロダクション、ShoPro Books）  2016
- 『クァンタム&ウッディ：俺たちには明日がある!』（ジェームズ・アスムス作、トム・ファウラー他画、小学館集英社プロダクション、ShoPro Books）  2016
- 『シビル・ウォー/キャプテン・アメリカ：プレリュード』（ウィル・コロナ・ピルグリム作、シモン・クドランスキー, リー・ファーガソン 画、小学館集英社プロダクション、ShoPro Books）  2016
- 『スパイダーマンの日常』(ダニエル・ワレス、マーコ・ピエルフェデリチ イラスト、講談社） 2016
- 『X-MEN：シーズンワン』（デニス・ホープレス作、ジェイミー・マカルビー画、小学館集英社プロダクション、ShoPro Books）  2016
- 『ガーディアンズ：チームアップ』（ブライアン・マイケル・ベンディス他作、アーサー・アダムス他画、小学館集英社プロダクション、ShoPro Books）  2016
- 『サノス・ライジング』（ジェイソン・アーロン作、シモーヌ・ビアンキ画、小学館集英社プロダクション、ShoPro Books）  2016
- 『ドクター・ストレンジ：シーズンワン』（グレッグ・パック作、エマ・リオス画、小学館集英社プロダクション、ShoPro Books）  2016
- 『ドクター・ストレンジ：プレリュード』（ウィル・コロナ・ピルグリム作、ホルヘ・フォルネス他画、小学館集英社プロダクション、ShoPro Books）  2017
- 『スパイダーグウェン』（ジェイソン・ラトゥーア作、ロビー・ロドリゲス画、小学館集英社プロダクション、ShoPro Books）  2017
- 『マーベル宇宙の歩き方 : 宇宙の定番スポット観光ガイド』（講談社編、マーク・スメラック文、講談社） 2017
- 『ウルヴァリン：シーズンワン』（ベン・アッカー他作、サルバ・エスピン画、小学館集英社プロダクション、ShoPro Books）  2017
- 『ウルヴァリン：バック・イン・ジャパン』（ジェイソン・アーロン作、アダム・キューバート他画、小学館集英社プロダクション、ShoPro Books）  2017
- 『スパイダーマンホームカミング：プレリュード』（ウィル・コロナ・ピルグリム作、トッド・ナウク他画、小学館集英社プロダクション  2017
- 『マーベルツムツム：テイクオーバー!』（ジェイコブ・シャボット作、デイビッド・バルデオン画、小学館集英社プロダクション、ShoPro Books）  2017
- 『スパイダーマン大全』（マシュー・K・マニング, トム・デファルコ、富原まさ江共訳、小学館集英社プロダクション、ShoPro Books）  2017
- 『マイティ・ソー：シーズンワン』（ライラ・スタージェス作、ペペ・ララス画、小学館集英社プロダクション、ShoPro Books）  2017
- 『アストニッシング・ソー』（ロバート・ロディ作、マイク・チョイ画、小学館集英社プロダクション、ShoPro Books）  2017
- 『スパイダーグウェン：グレイター・パワー』（ジェイソン・ラトゥーア作、ロビー・ロドリゲス画、小学館集英社プロダクション、ShoPro Books）  2018